# Tizapán (Ciudad de México)

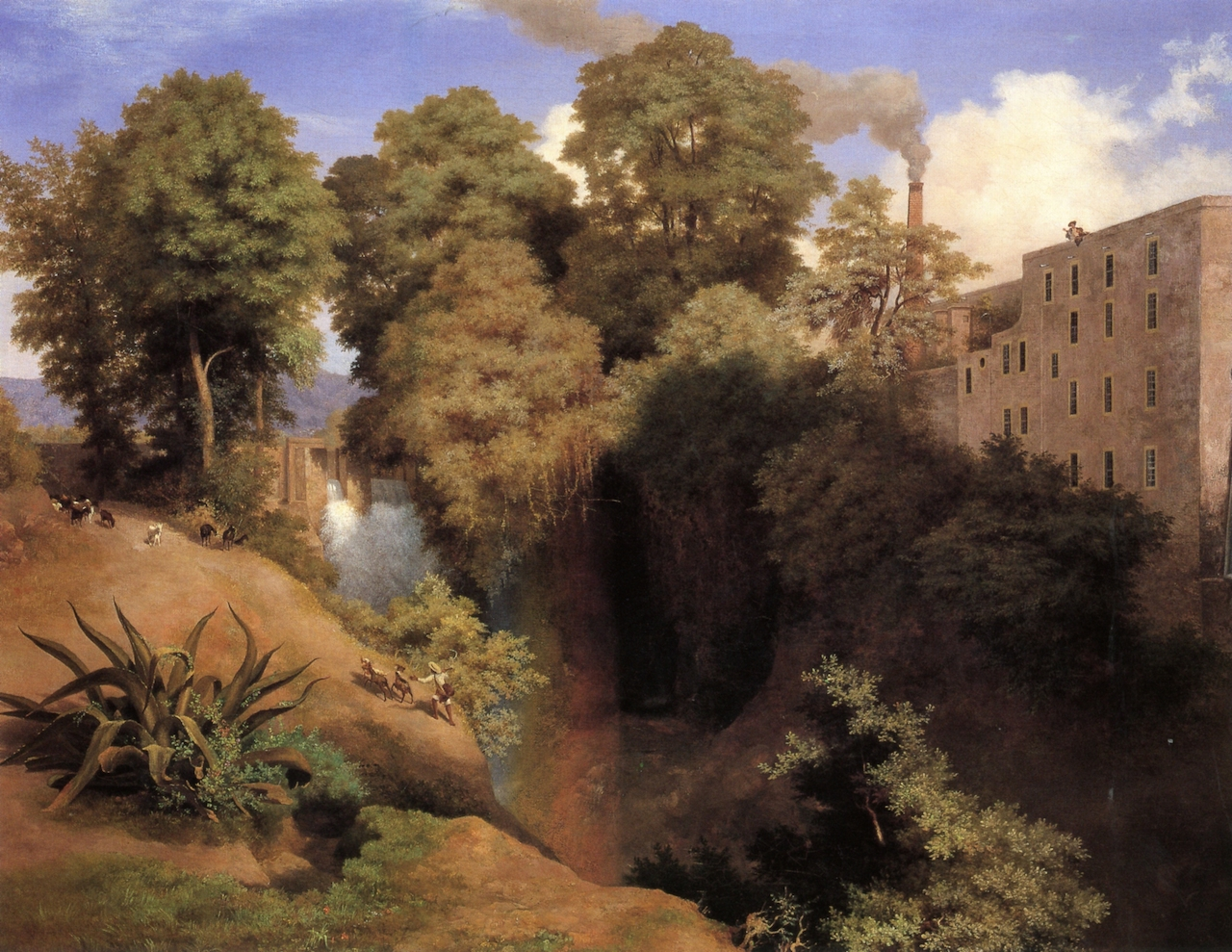
El cabrío de San Ángel o La Fábrica de la Hormiga, óleo sobre tela, 1863.

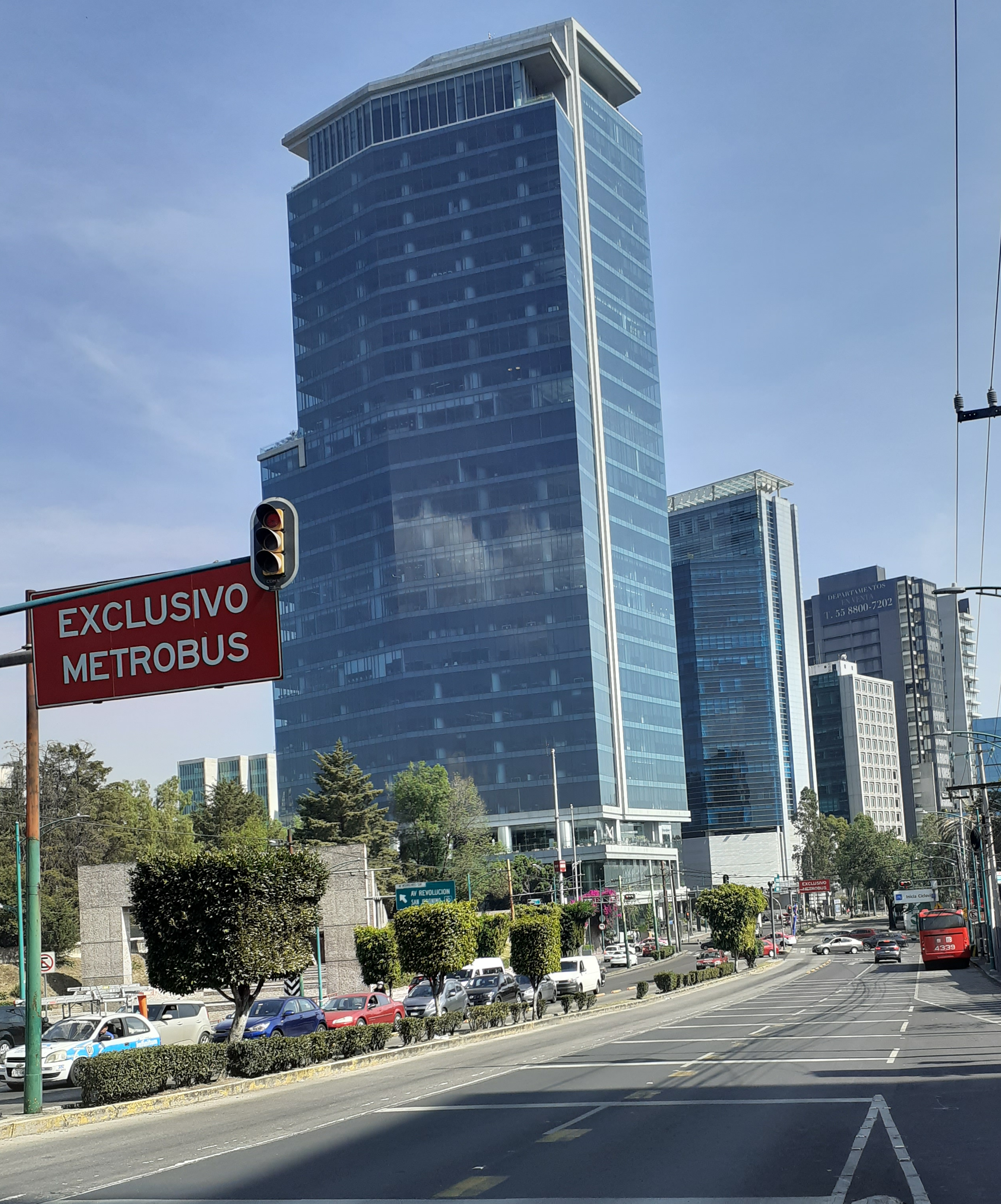
Torre Aleph, Tizapán, Ciudad de México.

Tizapán es un pueblo originario y el nombre de varias colonias colindantes en el suroeste de la Ciudad de México. Se halla en las primeras estribaciones de la Sierra de las Cruces. Del punto histórico y urbano ha estado muy vinculado a San Ángel. Por Tizapán baja el río Magdalena.
El nombre proviene del náhuatl tizatl (‘yeso o greda’), y pan (‘en, sobre, encima’), que dan Tizapan. El significado es ‘en donde la tiza’. En la época colonial el vocablo se hispanizó como Tizapán, como hoy día se le conoce.
No debe confundirse con Tizapán el Alto, Jalisco.
Actualmente se divide en tres colonias y zonas postales: Tizapán Pueblo (código postal 01090, también conocida como «Tizapán San Ángel»), Progreso Tizapán (código postal 01080) y Ermita Tizapán (01089). El conjunto limita actualmente al norte con las colonias San Ángel, San Ángel Inn y Altavista; al este con colonia Chimalistac; al sur con colonias Loreto-Campamento y Jardines del Pedregal; al poniente con colonias Progreso y San Jerónimo Lídice.

## Historia
Tizapán tuvo un papel importante en la historia de la peregrinación mexica. Las crónicas refieren que después de ser expulsados de Chapultepec, fueron enviados por el señorío de Colhuacan a Tizapan, con el propósito de que fuesen exterminados por las serpientes que allí abundaban. Sin embargo prosperaron, participaron en varias guerras como vasallos de los culhuas y emparentaron con los pueblos vecinos. Hacia 1323, después de pedir como esposa de su señor a una hija del señor de Colhuacan, la sacrificaron para convertirla en yaocihuatl, ‘mujer guerrera’. Por esta razón fueron expulsados; dejaron el lugar para residir en Iztapalapa y finalmente en la isla de Tenochtitlan, donde paulatinamente establecieron el gran señorío mexica.
El posterior pueblo colonial de Tizapán dependió de Coyoacán, que era parte del Marquesado del Valle de Oaxaca, hasta que la independencia abolió los títulos señoriales. Los dominicos construyeron aquí una ermita, dependiente del convento de San Jacinto, en San Ángel. En 1857 se convirtió en la iglesia de Niño Jesús de Tizapán y finalmente fue dedicada a Nuestra Señora de Guadalupe.
En la parte baja se estableció primero el Molino de Miraflores y luego la fábrica de papel Molino de Loreto, aprovechando la corriente de agua del río Magdalena.
En el siglo XIX se fundaron en Tizapán las fábricas textiles La Hormiga (en el predio del actual hospital del Seguro Social) y La Abeja, que aprovechaban los desniveles del río para generar su electricidad. El pintor José María Velasco retrató «El Cabrío», el salto de agua de la fábrica La Hormiga, que era también sitio de paseo. Estas fábricas continuaron en producción hasta la década de 1960.
El crecimiento de la población obrera y las condiciones de trabajo dieron lugar a la aparición de sindicatos, y a una huelga en la fábrica La Hormiga, en 1874.
En 1905, la Fábrica de Papel Loreto fue casi destruida por un incendio. Fue adquirida y reconstruida por Alberto Lenz, quien también edificó las viviendas para obreros que todavía subsisten (primera a cuarta cerrada de Altamirano, Tizapán Pueblo). La fábrica siguió en actividad hasta su cierre en 1992.
La llegada de trabajadores y de migrantes que se asentaron en Tizapán dio lugar a su crecimiento y expansión. De esta manera aparecieron las colonias Progreso Tizapán y Ermita Tizapán.
En Progreso Tizapán se halla el Parque Ecológico el Batán. Este parque fue construido en una residencia que perteneció a Dolores Olmedo hasta 1967, año en que pasó a ser propiedad de Banobras. En él se halla una fuente, «El espejo de la estrella», diseñada por Diego Rivera en 1956. Actualmente es un espacio recreativo y educativo, orientado en particular a la infancia.

## Situación actual
En el siglo XX, el crecimiento de la ciudad absorbió progresivamente al pueblo de Tizapán. Esto llevó al entubamiento del río Magdalena, al desarrollo comercial e inmobiliario, establecimiento de centros educativos (campus Río Hondo del Instituto Tecnológico Autónomo de México), hospitales (Hospital General de Zona n.º 8, y Hospital de Gineco-Obstetricia Luis Castelazo Ayala, ambos del Instituto Mexicano del Seguro Social) dependencias gubernamentales (oficinas centrales de la Fiscalía Especializada para la Atención de los Delitos Electorales y Banco del Bienestar). Asimismo se abrieron o ampliaron nuevas vialidades, como la prolongación de Avenida Revolución, el Eje 10 Sur Río Magdalena; el bulevar Ruiz Cortines (Anillo Periférico Sur) y recientemente, el paso a desnivel de Avenida Toluca, todo lo cual trajo consigo un flujo de tránsito y población flotante.
En lo que fue la fábrica papelera Loreto se estableció el centro comercial Plaza Loreto, donde todavía puede verse algunos remanentes de la antigua arquitectura y maquinaria industrial. En este lugar se encuentra una de las sedes del Museo Soumaya.
Recientemente el desarrollo inmobiliario ha dado lugar a la aparición de edificios de gran altura sobre la Avenida Revolución y la Avenida Insurgentes Sur, como la Torre Aleph.
El antiguo trazo de calles estrechas y tortuosas, con modestas viviendas unifamiliares, se mantiene solamente en algunas calles como Josefa Ortiz de Domínguez y los alrededor de la iglesia de Nuestra Señora de Guadalupe. Subsiste un mercado tradicional y zona de pequeños comercios, en la calle de Frontera.
Existen rutas de transporte público concesionado sobre Anillo Periférico, Eje 10 Sur, Río Magdalena, Avenida Revolución, así como en las calles Frontera y Veracruz. Sobre la Avenida Insurgentes Sur transcurre la línea 1 del Metrobús, donde se halla la parada Doctor Gálvez.
Tizapán pertenece actualmente a la Alcaldía Álvaro Obregón